# Ендра
Ендра — пресноводное озеро в Ханты-Мансийском районе Ханты-Мансийского автономного округа — Югры России, в 60 км к юго-западу от Ханты-Мансийска, восточнее озера Шошъегатор.
Располагается на высоте 48 м над уровнем моря, в правобережье реки Ковенская. Имеет форму неправильного овала. Площадь озера составляет 56,4 км². Водосборная площадь — 213 км² Длина озера 12,2 км, ширина в средней части достигает 6,6 км. Берега низменные, заболоченные. Болота и таёжные урманы окружают озеро со всех сторон. На южном берегу ранее располагался посёлок Ендра (в настоящее время нежилой).
Протоками соединено с соседними озёрами Шошъегатор и Долгий Сор. Значительных притоков не имеет. На востоке вытекает река Янгуловская. Несколько некрупных островов в заливе на севере.
В озере обитает пелядь, плотва, окунь, ёрш и крупная щука. Предпринимались усилия по увеличению популяции пеляди.